# Sarracenia catesbaei
Sarracenia catesbaei este o specie de plante carnivore din genul Sarracenia, familia Sarraceniaceae, ordinul Ericales. A fost descrisă pentru prima dată de Ell., și a primit numele actual de la S. Bell. Conform Catalogue of Life specia Sarracenia catesbaei nu are subspecii cunoscute.